# Burgmannenhaus Pavey

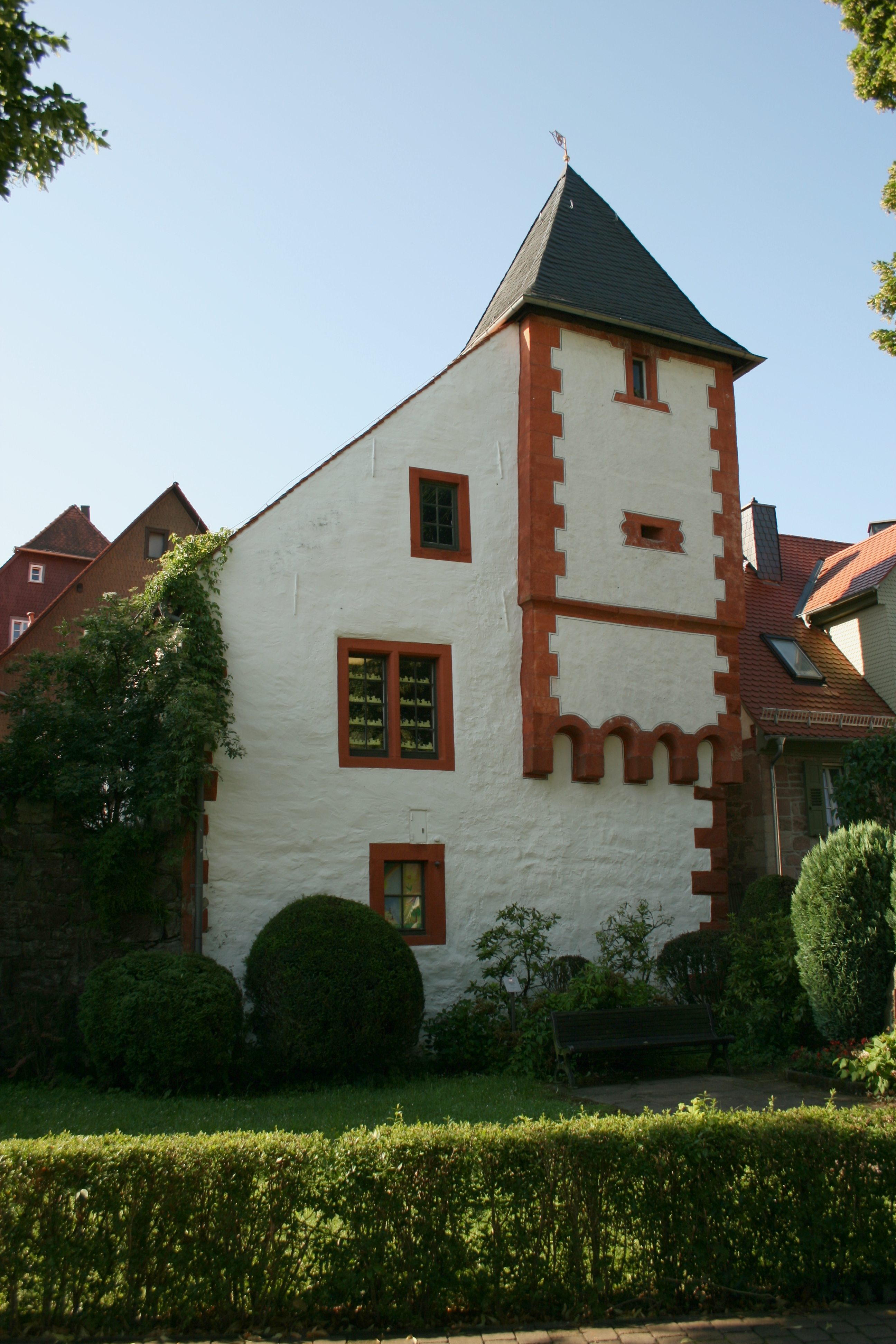
Burgmannenhaus Pavey in Erbach, Ansicht von Norden mit Turm der Stadtmauer.

Das Burgmannenhaus Pavey (Städtel 32) in Erbach im Odenwald ist ein mittelalterliches Burgmannenhaus. Es entstand als Teil der Ansiedlungen von Burgmannen vor dem Erbacher Schloss als Kern der mittelalterlichen Stadt, umschlossen von Armen der Mümling im Bereich der heutigen Straße Im Städtel. Mit dem sogenannten Templerhaus und der sogenannten Habermannsburg befinden sich hier weitere Gebäude dieser Art.

## Geschichte
Das Gebäude wird erstmals erwähnt 1427, als der Edelknecht Pavey sein Burglehen hoiffe, huß und hoiffreyde czu Erpach in der stat reversiert.
Bei der Familie handelt es sich um eines der älteren Burgmannengeschlechter, die ab dem 15. Jahrhundert durch neu angenommene ergänzt wurden. Der Komplex ging später in den Besitz der Grafen zu Erbach-Erbach über, heute befindet sich darin ein Kindergarten.

## Architektur
Bei dem Burgmannenhaus Pavey handelt es sich um einen Fachwerkbau mit steinernem Sockelgeschoss, das mit der Rückseite an den nordwestlichen Städtelbering aufgesetzt ist. Unter einer zweiläufigen Freitreppe befindet sich ein Kellerportal mit dem Wappen der Familie Zeitbos und der Jahreszahl 1545. Die Fachwerksubstanz des Haupt- und der Nebengebäude (Waschküche, Stall, Schuppen) ist bei einem Brand im 18. Jahrhundert zerstört worden. In den nördlichen Teil wurde ein Turm der Stadtbefestigung integriert. Im Erdgeschoss des Anbaus ist ein Rundbogenfries erhalten, der zusammen mit der Form der Schießscharten in das 14. oder 15. Jahrhundert weist.